# Dap Dippin' with Sharon Jones and the Dap-Kings
| Recensione | Giudizio |
| ---------- | -------- |
| Allmusic   |          |

Dap Dippin' with Sharon Jones and the Dap-Kings è l'album di debutto di Sharon Jones & The Dap-Kings pubblicato nel 2002. È anche il primo album con l'etichetta Daptone Records.

## Tracce
Tutte le canzoni sono state scritte da Bosco Mann. Quelle che non hanno come autore quest'ultimo saranno segnati tra le parentesi:
- (Introduzione) – 1:30
- Got a Thing on My Mind – 2:58
- What Have You Done for Me Lately? (J. Harris/T. Lewis/J. Jackson) – 3:16
- The Dap Dip – 4:01
- Give Me a Chance – 3:10
- Cut That Line - 3:28
- Got to Be the Way It Is – 3:26
- Make It Good to Me – 4:52
- Ain't It Hard – 4:30
- Pick It up, Lay It in the Cut – 4:08
- Casella Walk – 10:02

## Formazione
- Sharon Jones - voce
- Bosco Mann - basso
- Leon Michels - sassofono
- Jack Zapata (Martin Perna) - sassofono
- Binky Griptite - chitarra
- Fernando Velez - conga
- Earl Maxton (Victor Axelrod) - organo
- Homer Steinweiss - batteria
- Anda Szilagyi - tromba
- Gabriel Roth - produttore